# Deventer Hockey Vereniging
De Deventer Hockey Vereniging, kortweg DHV, is de hockeyclub in Deventer.
De club is opgericht op 18 november 1913. Het is daarmee een van de oudste hockeyverenigingen van Nederland. DHV heeft meer dan 1000 leden. Sinds 1995 is DHV gehuisvest op sportcomplex "De Achterhoek", dat sinds oktober 2022 "De Vijfhoek" heet. Hier is ook de Koninklijke UD gevestigd, de oudste nog bestaande veldsportvereniging van Nederland.
Daarvoor speelden DHV en Koninklijke UD op het voormalige sportpark "Bergweide".